# Avahi unicolor
Avahi unicolor är en primat i släktet ullmakier som lever i en mindre region på norra Madagaskar. Med en vikt upp till 1,0 kg är den minst i familjen indrier.
Arten har sandbrun päls på ovansidan och ljusgrå päls på undersidan. Svansen är täckt av något mörkare bruna hår. Kännetecknande är en ljus ansiktsmask. Avahi unicolor når en kroppslängd (huvud och bål) av 23 till 31 cm, en svanslängd av 26,5 till 30,5 cm och en vikt av 700 till 1000 g.
Denna primat vistas i låglandet och i bergstrakter upp till 1600 meter över havet. Den lever i tropiska skogar och är aktiv på natten. Individerna klättrar främst i växtligheten. För övrigt antas vara levnadssättet lika som hos andra ullmakier.
Arten hotas av skogsavverkningar samt av svedjebruk. I utbredningsområdet pågår även gruvdrift som kan påverka beståndet. Primaten förekommer i några skyddszoner. IUCN listar Avahi unicolor som starkt hotad (endangered).